# 首都机场街道
首都机场街道，是中华人民共和国北京市朝陽區下辖的一个街道，是為顺义区包圍的飞地，俗称“南楼”。首都机场（当时称“中央机场”）及进场道路于1957年划归北京市管辖，当时这片地区归属于河北省通县专区顺义县，虽然1958年顺义县就被划归北京市，但是这片飞地一直属于朝阳区（当时称东郊区）管辖。

## 行政区划
首都机场街道下辖以下地区：
南路西里社区、南路东里社区、西平街社区、南平里社区和机场工作区。

## 辖区内机构

### 民航相关
- 中国民用航空华北地区管理局
- 中国国际航空飞行总队、客舱服务部
- 北京航食西区配餐楼
- 北京飞机维修工程有限公司

### 教育
- 对外经济贸易大学附中机场分校（九年一贯制，2006年由原首都机场中学、首都机场一小合并而来[5]，2007年将首都机场二小纳入）
- 北京市求实职业学校机场校区（职业高中，前身为1961年民航北京管理局下辖的民航子弟学校，1966年改为北京市第一三零中学，2004年3月11日并入求实职业学校[6]）

### 医疗
- 北京大学第三医院首都国际机场院区（原北京首都国际机场医院）